# Tal Hanan
Tal Hanan (en hebreo: טל חנן; nacido en 1973), también conocido por su nombre en clave Jorge , es un empresario israelí y exoperador de fuerzas especiales que ha estado involucrado en campañas de desinformación para manipular elecciones en varios países. La organización de Hanan, Team Jorge , por ejemplo, intentó influir en las elecciones generales de Nigeria de 2015 en colaboración con Cambridge Analytica.
El grupo opera un software llamado AIMS para crear cuentas en línea falsas en las redes sociales y usarlas para difundir noticias falsas. La operación de Tal Hanan fue objeto de una investigación encubierta realizada por periodistas de TheMarker, Radio France y Haarerz en Israel, en colaboración con la organización periodística Forbidden Stories. Luego se informó conjuntamente en The Guardian, Le Monde, Haaretz,  Der Spiegel, El País y otros en febrero de 2023.